# بير ياكوبسن
بير ياكوبسن (بالنرويجية: Per Jacobsen)‏ (و. 1924 – 2012 م) هو لاعب كرة قدم، ومدرب كرة قدم نرويجي، ولد في شين، مركز لعبه هو مهاجم، توفي في النرويج، عن عمر يناهز 88 عاماً.

## روابط خارجية
- بير ياكوبسن على موقع قاعدة بيانات كرة القدم.إي يو (الإنجليزية)
- بير ياكوبسن على موقع عالم كرة القدم.نت (الإنجليزية)